# Mats Rydstern
Mats Rydstern, född 1952 i Stockholm, är en svensk målare och tecknare. 
Rydstern studerade vid Konstindustriskolan, Göteborg 1972–1973 och Valands målarskola i Göteborg 1973–1979. Separat har han ställt ut på bland annat Galleri Linné i Uppsala, Färg och Form i Stockholm, Höganäs museum och Lime Tree Gallery i Long Melford England samt ett stort antal grupp- och samlingsutställningar. Han tilldelades Göteborgs stads kulturstipendium 1987, Ramlösastipendiet 1992 och Konstnärsnämndens arbetsstipendier ett flertal gånger. Hans konst består av stilleben, porträtt och landskapsmotiv. Rydstern finns representerad vid Helsingborgs museum, Statens konstråd, Höganäs museum och i ett flertal kommuner och landsting samt med ett stort antal porträtt placerade i offentliga lokaler.